# 新建区
新建区（しんけん-く）は中華人民共和国江西省南昌市に位置する市轄区。

## 行政区画
- 街道:站前街道、幸福街道、蛟橋街道、長堎街道、欣悦湖街道
- 鎮:望城鎮、西山鎮、石崗鎮、松湖鎮、樵舎鎮、楽化鎮、渓霞鎮、象山鎮、石埠鎮、聯圩鎮、太平鎮、羅亭鎮、招賢鎮、梅嶺鎮
- 郷:金橋郷、鉄河郷、大塘坪郷、昌邑郷、南磯郷
- 新祺周管理処、新豊管理処

## 交通

### 航空
- 南昌昌北国際空港

### 鉄道
- 中国国家鉄路集団
  - 滬昆旅客専用線、昌九都市間鉄道、昌福線
    - 南昌西駅
- 南昌地下鉄
  - ■1号線

### 道路
- 高速道路
  - 滬昆高速道路
  - 福銀高速道路
  - 南昌環状高速道路
  - S38 昌栗高速道路
  - S40 昌銅高速道路
  - 楓生高速道路
- 国道
  - G105国道
  - G316国道
  - G320国道